# Vůz DDm915 ČD
Vozy DDm915, číslované v intervalu 51 81 98-70, jsou vozy pro přepravu automobilů z vozového parku Českých drah. Všech 13 vozů DDm915 vyrobila v letech 1982–1990 rakouská společnost Jenbacher Werke AG. Vozy mají červený, hnědý nebo modrý nátěr.

## Technické parametry
Maximální rychlost vozu je 160 km/h, délka přes nárazníky je 26,4 metrů a hmotnost prázdného vozu je 24 tun.